# 池上隆祐
池上 隆祐（いけがみ たかすけ、1906年（明治39年）1月15日 - 1986年（昭和61年）4月3日）は、日本の民俗学者、政治家。衆議院議員、信濃木崎夏期大学理事長。

## 経歴
出生から修学期
1906年、長野県東筑摩郡松本町（現松本市）で、商家・池上良三の五男として生まれた。旧制松本中学（長野県松本深志高等学校）、旧制松本高等学校理科乙類を経て、東京帝国大学で学んだ。学生時代は柳田国男に師事し、赤羽一雄ら信州白樺派の教員とも交流を持った。
農林省研究所勤務時代
卒業後は農林省研究所に勤務。義兄の有賀喜左衛門とともに民俗学雑誌『郷土』の編集と発行にあたり、菅江真澄遊覧紀の刊行にあたっては信濃の部を担当した。長野県をたびたび訪れた折口信夫らとも交誼を深めた。
政治家として
1942年、松本市会議員となった。戦後、1946年の第22回衆議院議員総選挙に出馬し当選、酪農による農村振興や教育振興などにあたった。長野県教育委員や、県学校給食会理事長を務め、県下の学校給食の普及にも尽力した。1986年に死去。

## 家族・親族
- 兄：池上鎌三は新カント派の研究で知られる哲学者。東京大学教授を務めた。
- 義兄：有賀喜左衛門は社会学者。慶応義塾大学教授などを務めた。